# 侏儒密光鰓雀鯛
侏儒密光鰓雀鯛（学名：Pycnochromis acares），又名侏儒光鰓魚、厚殼仔，为辐鳍鱼纲雀鯛科密光鰓魚屬下的一个种。该物种主要分布于太平洋海域，西至日本，东至夏威夷群岛、萬那杜、南方群岛等，栖息深度为0米至37米，本魚體呈卵圓形且側扁，體色呈白色，並帶有黃色斑點，從眼睛延伸到胸鰭，背鰭和尾鰭是黃色，背鰭硬棘12-13枚;背鰭軟條11枚;臀鰭硬棘2枚;臀鰭軟條10-11枚，體長可達4公分，棲息在臨海的珊瑚礁、潟湖，以浮游生物為食，日行性，繁殖期時會成對出現，具有領域性，雄魚會保護魚卵直到卵孵化。。